# Untersteinbach (Bad Heilbrunn)
Untersteinbach ist ein Gemeindeteil von Bad Heilbrunn im oberbayerischen Landkreis Bad Tölz-Wolfratshausen. Das Dorf liegt circa zwei Kilometer südwestlich von Bad Heilbrunn.

## Baudenkmäler
- Katholische Kapelle